# NGC 2615
NGC 2615 је спирална галаксија у сазвежђу Хидра која се налази на NGC листи објеката дубоког неба.
Деклинација објекта је - 2° 32' 50" а ректасцензија 8h 34m 33,1s. Привидна величина (магнитуда) објекта NGC 2615 износи 12,6 а фотографска магнитуда 13,4. NGC 2615 је још познат и под ознакама UGC 4481, MCG 0-22-19, CGCG 4-59, IRAS 08320-0222, PGC 24071.